# Rogas siccitesta
Rogas siccitesta är en stekelart som först beskrevs av Morley 1937.  Rogas siccitesta ingår i släktet Rogas och familjen bracksteklar. Inga underarter finns listade i Catalogue of Life.